# Nati nel 1200
| Questa pagina contiene informazioni ricavate automaticamente dalle voci biografiche con l'ausilio del template Bio e di un bot. L'aggiornamento è periodico e automatico e ricostruisce completamente la pagina. Se manca una persona in questa lista, sei pregato di non aggiungerla, ma accertati piuttosto che la sua voce biografica contenga il template Bio e che i dati anagrafici siano correttamente compilati. Se il template Bio manca, inseriscilo tu stesso o, in alternativa, metti l'avviso {{tmp\|Bio}} che ne segnala la mancanza. Se i dati riportati sono sbagliati, correggi direttamente la voce biografica; le modifiche saranno visibili in questa lista entro pochi giorni. Per chiarimenti vedi il progetto biografie. La lista contiene solo le 20 persone che sono citate nell'enciclopedia e per le quali è stato implementato correttamente il template Bio. Pagina aggiornata al 10 feb 2025. |

- 19 gennaio - Eihei Dōgen, monaco buddhista giapponese († 1253)
- 9 ottobre - Isabella di Pembroke, nobile britannica († 1240)
- 20 ottobre - Principe Masanari, poeta giapponese († 1255)
- 28 ottobre - Ludovico IV di Turingia, nobile tedesco († 1227)
- Alice di Thouars, nobile († 1221)
- Beatrice di Nazareth, monaca cristiana e scrittrice fiamminga († 1268)
- Luca Belludi, religioso e beato italiano († 1286)
- Pinamonte da Brembate, religioso italiano († 1266)
- Odofredo Denari, giurista italiano († 1265)
- Gerbert de Montreuil, scrittore francese († 1250)
- Grazia d'Arzago, religiosa italiano († 1275)
- Wincenty z Kielczy, compositore e poeta polacco
- Matteo Paris, inglese († 1259)
- Rolandino da Padova, giurista italiano († 1276)
- Gil Sanchez, trovatore portoghese († 1236)
- Giovanni de La Rochelle, filosofo francese († 1245)
- Kirakos di Gandzak, storico armeno († 1271)
- Cunegonda di Svevia, principessa tedesca († 1248)
- John Fitzalan, signore di Oswestry, nobile inglese († 1240)
- Ulrich von Liechtenstein, poeta tedesco († 1275)